# Heartless Bastards
Heartless Bastards ist eine US-amerikanische Blues- und Indie-Rockband, die 2003 in Cincinnati, Ohio, gegründet worden ist. Der Name der Band stammt aus einem Wissensquiz, bei dem als eine mögliche Antwort auf die Frage nach dem Namen der Begleitband von Tom Petty the Heartless Bastards angeboten wurde.

## Geschichte
Neben Erika Wennerstrom und Dave Colvin, die noch heute in der Band sind, waren Adam McAllister am E-Bass und Michael Weinel als Leadgitarrist Gründungsmitglieder. Den ersten Auftritt hatten sie im August 2003 in der Bar The Comet in Cincinnati. Nachdem Colvin, McAllister und Weinel die Band verlassen hatten, machte Wennerstrom mit Kevin Vaughn am Schlagzeug und Mike Lamping am E-Bass weiter. 2004 unterschrieben sie einen Plattenvertrag bei Fat Possum Records, nachdem Patrick Carney von The Black Keys dort eine Demo-Aufnahme übergeben hatte.
Das erste Album Stairs and Elevators kam 2005 auf den Markt. Am 8. August 2006 erschien mit All This Time das zweite Studioalbum. Im August 2008 gab die Band eine neue Besetzung bekannt. Nur Erika Wennerstrom blieb in der Band. Jesse Ebaugh und Dave Colvin aus der Urbesetzung kamen zurück. Am 3. Februar 2009 erschien das dritte Album, The Mountain. Am 14. Februar 2012 wurde bei Partisan Records das vierte Album, Arrow veröffentlicht, auf dem Mark Nathan an der E-Gitarre die Besetzung ergänzte.

## Diskografie
Alben
- 2005: Stairs and Elevators
- 2006: All This Time
- 2009: The Mountain
- 2012: Arrow
- 2015: Restless Ones
- 2021: A Beautiful Life